# Ликофрон Ферский
Ликофрон (др.-греч. Λυκόφρων) — тиран фессалийского города Феры конца V — начала IV веков до н. э.
Ликофрон получил власть в Ферах на фоне общей смуты в Древней Греции в конце Пелопоннесской войны. В 404 году до н. э. Ликофрон смог на короткое время изгнать из самого крупного фессалийского полиса Ларисы Алевадов и установить в нём демократию. Впоследствии, Алевады с помощью внешних сил восстановили свою власть в Ларисе. Для этого они даже в обмен на ряд территорий пригласили в Фессалию македонское войско. Ликофрон смог сохранить власть в Ферах, которую после его смерти наследовал один из его родственников Полиалк или Ясон.

## Биография
После смерти тага Даоха (около 420/415 года до н. э.) Фессалия фактически утратила политическое единство. В области обострились классовые противоречия, между правящей родовой земледельческой аристократией и сословием торговцев. Особенно ярко оно проявилось в прибрежном фессалийском полисе Феры. В 406 году до н. э. некий демагог Прометей с изгнанным из Афин Критием даже пытался вооружить пенестов, чтобы те смогли свергнуть своих господ. Эдуард Мейер предположил, что он действовал в Ферах и был предшественником Ликофрона. Данное мнение не является общепризнанным в историографии. Э. Д. Фролов считал, что Прометей потерпел неудачу. На фоне общей смуты власть в Ферах захватил Ликофрон.
Точная дата прихода Ликофрона к власти, равно как и его детали, неизвестны. Предположительно, Ликофрон принадлежал к незнатным, но богатым фессалийцам, который скопил большое состояние на хлебной торговле. Ликофрон использовал свои деньги для привлечения на свою сторону народных масс. К 404 году до н. э. он уже обладал достаточными силами, чтобы попытаться, возможно, при одобрении спартанцев, захватить всю Фессалию. В начале осени Ликофрона разбил войско Алевадов, правящего аристократического рода из Ларисы, и установил в самом крупном фессалийском городе демократию. Сражение, согласно Ксенофонту, случилось в день солнечного затмения, что даёт возможность датировать его 3-м сентября 404 года до н. э.
Через пару лет, в 402/401 году до н. э., глава Алевадов Аристипп получил от персидского царевича Кира Младшего четыре тысячи наёмников, с которыми восстановил власть своего рода в Ларисе. Однако, когда Кир Младший потребовал своё войско обратно, то Аристипп был вынужден искать помощь извне. Для этого он обратился к македонскому царю Архелаю. В обмен на военную помощь македоняне получили Перребию, в которой находились горные проходы из Фессалии в Македонию Петра и Волустана.
На этом фоне едва не началась война между Македонией и Спартой, которая и сама проводила экспансию в Фессалию. По одной версии, македоняне предпочли отступить, по другой, — после смерти Архелая в 399 году до н. э. на фоне последующей смуты македоняне не могли воевать в Фессалии и покинули Аристиппа. Предположительно, Аристипп также вскоре умер, так как в 395 году до н. э. Алевадами «в их войне с Ликофроном» уже руководил Медий. С отрядом в две тысячи воинов он смог захватить Фарсал, изгнав оттуда союзных Ферам спартанцев. Возможно, вместе с изгнанием спартанцев из Фарсала на короткое время утратил власть и Ликофрон в Ферах.
Общая ситуация в Фессалии изменилась после победы спартанцев в 394 году до н. э. в битве при Коронее. В Фарсале, возможно при содействии Ликофрона, были перебиты наёмники Медия. Дальнейшие детали жизни Ликофрона неизвестны. Предположительно, он умер в 380-х годах до н. э. Власть в Ферах наследовал Полиалк или Ясон. Степень их родства с Ликофроном достоверно неизвестна. По одной версии они были его сыновьями, по другой — зятьями, по третьей — Ликофрон был отчимом Ясона. Также, у Ясона было по меньшей мере три брата Полидор, Полифрон и Мерион, которые также могли быть сыновьями Ликофрона.

## Оценки
Г. Берве отнёс Ликофрона к «поздним» греческим тиранам. Э. Д. Фролов отметил, что явление «поздней» или «младшей» тирании было характерно для позднеклассического периода в истории Древней Греции. На фоне растущей смуты, всеобщего недовольства и бурных потрясений непрекращающихся войн Ликофрон при поддержке преданных наёмников сумел навязать обществу свою волю.
Возвышение Ликофрона стало следствием развития торговли в Фессалии. В Ликофроне историки видят представителя «нарождающейся торговой аристократии», который бросил вызов родовой знати, которую олицетворяли Алевады. В этой борьбе естественными союзниками Ликофрона были как широкие массы фессалийского демоса, так и неполноправных жителей области. Хоть Ликофрон и не смог полностью подчинить Фессалию, чего достиг его преемник Ясон, он существенно ослабил родовую знать.

### Исследования
- Белох К. Ю. Греческая история: в 2 т. / пер. с нем. М. О. Гершензона; под ред. и со вступ. ст. Ю. И. Семёнова.. — М.: Государственная публичная историческая библиотека России, 2009. — Т. 2: Кончая Аристотелем и завоеванием Азии. — ISBN 978-5-85209-215-1.
- Берве Г. Тираны Греции. — Ростов-на-Дону: Феникс, 1997. — (Исторические силуэты). — ISBN 5-222-00368-X.
- Борза Ю. История античной Македонии (до Александра Великого) / пер. с англ. М. М. Холода при участии А. Бодрова, О. и В. Иванцовых, 3. Барзах; научная ред. и вступ. статья М. М. Холода; приложения М. М. Холода, Э. Д. Фролова и Ю. Н. Кузьмина. — СПб.: Нестор-История, 2013. — 592 с. — (Историческая библиотека). — ISBN 978-5-44690-015-2.
- Кембриджская история древнего мира / под редакцией Д.-М. Льюиса, Дж. Бордмэна, С. Хорнблоуэра, М. Оствальда. Перевод, научное редактирование, примечания А. В. Зайкова. — М.: Ладомир, 2017. — Т. VI. Четвёртый век до нашей эры. Первый полутом. — 720 с. — ISBN 978-5-86218-545-4.
- Лурье С. Я. История Греции / Составитель, автор вступительной статьи Э. Д. Фролов. — СПб.: Издательство С.-Петербургского ун-та, 1993. — 658 с. — 800 экз. — ISBN 5-288-00645-8.
- Минаев О. В. Основные проблемы социально-политического развития Фессалии в VIII—IV вв. до н.э. // Via in tempore. История. Политология. — 2008. — Т. 7, вып. 45, № 5. — С. 7—12. — ISSN 2687-0967.
- Парк Г. В. Греческие наёмники. «Псы войны» древней Эллады / Перевод книги Л. А. Игоревский. — М.: Центрполиграф, 2013. — 288 с. — ISBN 978-5-9524-5093-6.
- Фролов Э. Д. Исторические предпосылки эллинизма // Эллинизм: экономика, политика, культура. — М.: Наука, 1990. — 376 с. — ISBN 5-02-009011-5.
- Фролов Э. Д. Греция в эпоху поздней классики (Общество. Личность. Власть). — СПб.: Издательский Центр «Гуманитарная Академия», 2001. — 602 с. — (Studia classica). — ISBN 5-93762-013-5.
- Aston E. Blessed Thessaly. The Identities of a Place and Its People from the Archaic Period to the Hellenistic (англ.). — Liverpool: Liverpool University Press, 2024. — (Liverpool Studies in Ancient History). — ISBN 978-1-78962-427-4.
- Hornblower S. The Greek World 479-323BC (англ.). — L.; N. Y.: Routledge, 1991. — ISBN 0-415-06557-7.
- Kahrstedt U.[нем.]. Lykophron 3 // Paulys Realencyclopädie der classischen Altertumswissenschaft :  [нем.] / Georg Wissowa. — Stuttgart : J. B. Metzler’sche Verlagsbuchhandlung, 1927. — Bd. XIII, 2. — Kol. 2315.
- Ziegler K.[нем.]. Polydoros 6 // Paulys Realencyclopädie der classischen Altertumswissenschaft :  [нем.] / Georg Wissowa. — Stuttgart : J. B. Metzler’sche Verlagsbuchhandlung, 1952. — Bd. XXI, 2. — Kol. 1612.